# Тырма (Хабаровский край)
Тырма — посёлок (в 1949—2012 — посёлок городского типа) в Верхнебуреинском районе Хабаровского края России. Расположен на правом берегу реки Тырма. Железнодорожная станция на ветке Известковая — Чегдомын.

## История
Статус посёлка городского типа — с 1949 года. С 2012 года — сельский населённый пункт.
С 1967 по 1998 год массовые лесозаготовки велись рабочими из КНДР. В 1970—1980ых годах действовало 10 северокорейских леспромхозов, в которых работало 12 тысяч человек. 60 % добытого леса доставалось Советскому Союзу, 40 % КНДР. Формально производством руководили российские специалисты, однако внутри леспромхозов действовали корейские служба безопасности, парткомы и пр..

## Население
| 1959  | 1970  | 1979  | 1989  | 1992  | 2000  | 2002  |
| ----- | ----- | ----- | ----- | ----- | ----- | ----- |
| 4601  | ↗6371 | ↗6595 | ↘5565 | ↗5600 | ↘5200 | ↘2519 |
| 2009  | 2010  | 2011  | 2012  | 2021  |       |       |
| ↘2314 | ↘1933 | ↘1929 | ↘1863 | ↘1498 |       |       |

## Экономика
В посёлке работает леспромхоз и предприятия железнодорожного транспорта.